# جدی نگیرید
جدی نگیرید یک مجموعه طنز تلویزیونی محصول ۱۳۷۴ به کارگردانی سعید توکل و صادق عبداللهی، نویسندگی و تهیه‌کنندگی صادق عبداللهی می‌باشد که از شبکه سه پخش شد.

## بازیگران
- منوچهر آذری
- خشایار راد
- اردشیر منظم
- ایرج نوذری
- بهروز کریمی
- بهروز مقدم
- بهزاد محمدی
- جهانگیر کاشانی
- داود باجقلی
- راضیه مومیوند
- عباس محبی
- علیرضا جاویدنیا
- فاطمه هاشمی
- محمد کدخدایی
- محمدرضا اسماعیلی
- محمود بهرامی
- مرتضی غفوری
- منوچهر نوذری
- منوچهر والی‌زاده
- مهدی کاشانیان
- بهنوش طباطبایی
- مهران امامیه در نقش سق سیاه[۳]